# تروي فيندلي
تروي فيندلي (بالإنجليزية: Troy Findley)‏ هو سياسي أمريكي، ولد في 11 يوليو 1964 في لورانس في الولايات المتحدة. حزبياً، نشط في الحزب الديمقراطي. وقد انتخب نائب حاكم كانساس ‏ (15 مايو 2009 – 10 يناير 2011) وانتخب عضو مجلس نواب كنساس.